# Сахара (фільм, 2017)
«Сахара» (фр. Sahara) — франко-канадський анімаційний фільм 2017 року, знятий режисером П'єром Коре. Стрічка була номінована в категорії «Найкращий анімаційний фільм» на французьку національну кінопремію «Сезар» 2018 року .

## Сюжет
Події відбуваються в пустелі Сахара, яка є домом для тисяч різних живих організмів, — від маленьких ящірок до великих хижих птахів. Тут мешкає відразу два види змій: одні — зелені — користуються усіма доступними благами. Вони розташувалися у великій оазі, де практично немає небезпек, а їжа завжди у надлишку. Інші — сині отруйні аспіди — живуть безпосередньо в пустелі. Щодня вони вимушені боротися за своє існування: вони протистоять спеці, посусі, нічному холоду, відсутності рослинності, води та їжі. Крім того, їм доводиться битися з хижими птахами, які постійно їх тероризують.
Молодий змій Ажар — представник клану синіх змій — мріє, що коли-небудь пробереться туди, де багато рятівної вологи і не така спека. Поки ж навіть його одноплемінники глузують з нього. У нього єдиний справжній друг — маленький добродушний скорпіон Пітт. Одного разу Ажару вдалося добути м'якуш солодкого кавуна, але вождь племені грубий Саладін нахабно забрав цей делікатес у молодого змія. Більше терпіти таке знущання Ажар не зміг. Він разом з Пітом пішов з рідного племені. Для того, щоб пробратися в оазу змій купається у твані і набуває на деякий час буро-зеленого забарвлення. Потрапивши на територію оази, на березі водойми Ажар зустрічає красуню Єву, яка є принцесою клану «зелених», що втекла з власного весілля, та яку батьки хотіли видати заміж проти її волі. Їм доводиться разом пережити небезпечну пригоду, рятуючись від хижаків. Це дуже зблизило героїв і між ними швидко виникають ніжні почуття, які не встигають розвинутися: Єву ловить і кидає в кошик мандрівний заклинач змій, що проїжджав повз. Щоб урятувати кохану, Ажару доводиться кинутися в гонитву. Разом з ним вирушає скорпіон Пітт, упевнений, що їм вдасться звільнити викрадену змію.

## Актори озвучення
| • Омар Сі               | … | Ажар           |
| • Луан Емера            | … | Єва            |
| • Франк Гастамбід       | … | Пітт           |
| • Венсан Лакост         | … | Гарі           |
| • Рамзі Бедіа           | … | Шеф Шеф        |
| • Кловіс Корнійяк       | … | Світлячок      |
| • Жан Дюжарден          | … | Жорж           |
| • Гран Кор Маляд        | … | Омар           |
| • Рем Керісі            | … | Александрі     |
| • Джонатан Ламбер       | … | Мішель         |
| • Сабріна Уазані        | … | Александра     |
| • Марі-Клод П'єтрагалла | … | П'єтра         |
| • Матильда Сеньє        | … | Рита           |
| • Мішель Юн             | … | Риба на піску  |
| • Рошді Зем             | … | Саладін        |
| • Артур Голден          | … | сержант, Моріс |

## Знімальна група
- Автори сценарію — П'єр Коре, Стефан Казанджян, Нессім Деббіш
- Режисер-постановник — П'єр Коре
- Продюсери — Ерік Альтмаєр, Ніколя Альтмаєр, Джонатан Венджер
- Виконавчий продюсер — Ніколя Троут
- Співпродюсери — Мішель Корті, П'єр Коре, Клод Леже, Крістіан Ронже
- Композитор — Жером Реботьє
- Монтаж — Фанні Букар

## Нагороди та номінації
| Список нагород та номінацій | Список нагород та номінацій | Список нагород та номінацій | Список нагород та номінацій | Список нагород та номінацій | Список нагород та номінацій |
| Кінофестиваль/Кінопремія    | Рік                         | Категорія                   | Номінант(и)                 | Результат                   | Дж                          |
| --------------------------- | --------------------------- | --------------------------- | --------------------------- | --------------------------- | --------------------------- |
| Премія «Сезар»              | 2.03.2018                   | Найкращий анімаційний фільм | Сахара                      | Номінація                   | [ 2 ]                       |